# Peter Utzschneider
Peter Utzschneider, né le 6 mars 1946 à Murnau am Staffelsee, est un bobeur ouest-allemand. Il a notamment gagné trois médailles aux Jeux olympiques et neuf aux championnats du monde comme freineur avec le pilote Wolfgang Zimmerer.

## Carrière
Peter Utzschneider participe à trois éditions des Jeux olympiques d'hiver entre 1968 et 1976. Aux Jeux d'hiver de 1972 organisés à Sapporo au Japon, il est sacré champion olympique de bob à deux avec Wolfgang Zimmerer et il obtient la médaille de bronze en bob à quatre avec Wolfgang Zimmerer, Stefan Gaisreiter et Walter Steinbauer. Aux Jeux d'hiver de 1976, à Innsbruck en Autriche, Utzschneider est médaillé de bronze en bob à quatre avec Wolfgang Zimmerer, Bodo Bittner et Manfred Schumann. Pendant sa carrière, il remporte neuf médailles aux championnats du monde, toutes avec Zimmerer : quatre d'or, trois d'argent et deux de bronze. Utzschneider et Zimmerer gagnent aussi dix médailles dont cinq d'or aux championnats d'Europe,.

## Palmarès

### Jeux Olympiques
- Sapporo 1972
  -  Médaille d'or en bob à deux
  -  Médaille de bronze en bob à quatre
- Innsbruck 1976
  -  Médaille de bronze en bob à quatre

### Championnats monde
- Lake Placid 1969
  -  Médaille d'or en bob à quatre
- Saint-Moritz 1970
  -  Médaille d'argent en bob à deux
  -  Médaille d'argent en bob à quatre
- Cervinia 1971
  -  Médaille de bronze en bob à quatre
- Lake Placid 1973
  -  Médaille d'or en bob à deux
  -  Médaille de bronze en bob à quatre
- Saint-Moritz 1974
  -  Médaille d'or en bob à deux
  -  Médaille d'or en bob à quatre
- Cervinia 1975
  -  Médaille d'argent en bob à quatre